# 週刊うまくいく曜日
「週刊うまくいく曜日」（しゅうかんうまくいくようび）は、ジャニーズWESTの楽曲。15作目のシングルとして、2021年1月13日にジャニーズ・エンタテイメントから発売。

## 概要
- 前作「証拠」から約7ヶ月ぶりのシングルとなる。

- 初回盤A・B、通常盤の3種類での発売となり、それぞれ収録曲・ジャケット写真ともに異なる。

- 表題曲は、メンバーの桐山照史初単独主演 テレビ東京系ドラマホリック!『ゲキカラドウ』の主題歌及びサンボマスターのボーカル兼ギター・山口隆からの楽曲提供である[1]。2021年1月18日放送のTBSテレビ「CDTV ライブ!ライブ!」では、サンボマスターの3人の演奏で披露した[2]。

- また、通常盤に収録されているカップリング曲「WA! WA! ワンダフル!!」は、メンバー出演 TBS系『パパジャニWEST』のテーマソングである。

- 初回盤A・Bには、オリジナル・カラオケ3曲を収録。

- 初回盤Aには、表題曲のMusic Clip & Making、カップリング曲「カメレオン」とそれを収録したLyric Videoに加え、「4年7ヶ月」のカップリング1曲を収録。

- 初回盤Bには、同じくメンバーの重岡大毅が作詞・作曲した「おい仕事ッ!」と「Candy Shop」に加え、2020年の夏に行われた『 Johnny’s DREAM IsLAND 2020→2025 〜大好きなこの街から〜 大阪松竹座 ジャニーズWEST公演 - Director’s Cut-』を収録したDVDを付属。

- 通常盤には、湘南乃風の若旦那が本名の新羅慎二で作詞・作曲した「銀河系」とロックバンド LEGO BIG MORLのギタリスト・タナカヒロキが作詞、flumpoolのギタリスト・阪井一生が作曲した「Change your mind!」のカップリング2曲を収録。

## 購入特典

### 初回盤A
1. チェンジングジャケット（ジャニーズWEST Ver.A）

### 初回盤B
1. チェンジングジャケット（ジャニーズWEST Ver.B）

### 通常盤
1. チェンジングジャケット（ジャニーズWEST Ver.C）

## 封入特典

### 初回盤A・B・通常盤
1. 3面6Pジャケット

### 通常盤
1. 視聴ID ※初回プレスのみ

## チャート成績
初週で22.7万枚を売り上げ、2021年1月25日付「オリコン週間シングルランキング」で1位を獲得した。枚数は前作「証拠」の21.2万枚を上回り、首位獲得は5作連続通算10作目となった。
オリコン調べの史上通算1700作品目のシングル首位獲得となった。

## 収録曲

### CD

#### 通常盤
1. 週刊うまくいく曜日 [4:20]
作詞・作曲：山口隆（サンボマスター）、編曲：ha-j
  - 桐山照史主演 テレビ東京系ドラマホリック!『ゲキカラドウ』主題歌
2. 銀河系 [4:29]
作詞・作曲：新羅慎二、編曲：久保田真悟（Jazzin' park）
3. Change your mind! [5:25]
作詞：タナカヒロキ（LEGO BIG MORL）、作曲：阪井一生（flumpool）、編曲：生田真心
4. WA! WA! ワンダフル!! [3:45]
作詞・作曲・編曲：市川喜康・マシコタツロウ・ha-j
  - TBS系『パパジャニWEST』テーマソング

#### 初回盤A
1. 週刊うまくいく曜日
2. カメレオン
作詞：栗原暁（Jazzin' park）、作曲：久保田真悟・栗原暁、編曲：久保田真悟
3. 4年7ヶ月
作詞・作曲：家原正樹・Yu-ki Kokubo、編曲：家原正樹
4. 週刊うまくいく曜日（オリジナル・カラオケ）
5. カメレオン（オリジナル・カラオケ）
6. 4年7ヶ月（オリジナル・カラオケ）

#### 初回盤B
1. 週刊うまくいく曜日
2. おい仕事ッ! [4:09]
作詞・作曲：重岡大毅、編曲：CHOKKAKU
3. Candy Shop [3:58]
作詞：Komei Kobayashi、作曲：Jimmy Claeson・川口進、編曲：Jimmy Claeson
4. 週刊うまくいく曜日（オリジナル・カラオケ）
5. おい仕事ッ!（オリジナル・カラオケ）
6. Candy Shop（オリジナル・カラオケ）

### DVD

#### 初回盤A
1. 「週刊うまくいく曜日」Music Clip & Making
2. 「カメレオン」Lyric Video

#### 初回盤B
1. Johnny’s DREAM IsLAND 2020→2025 〜大好きなこの街から〜 大阪松竹座 ジャニーズWEST公演 - Director’s Cut-